# ColecoVision

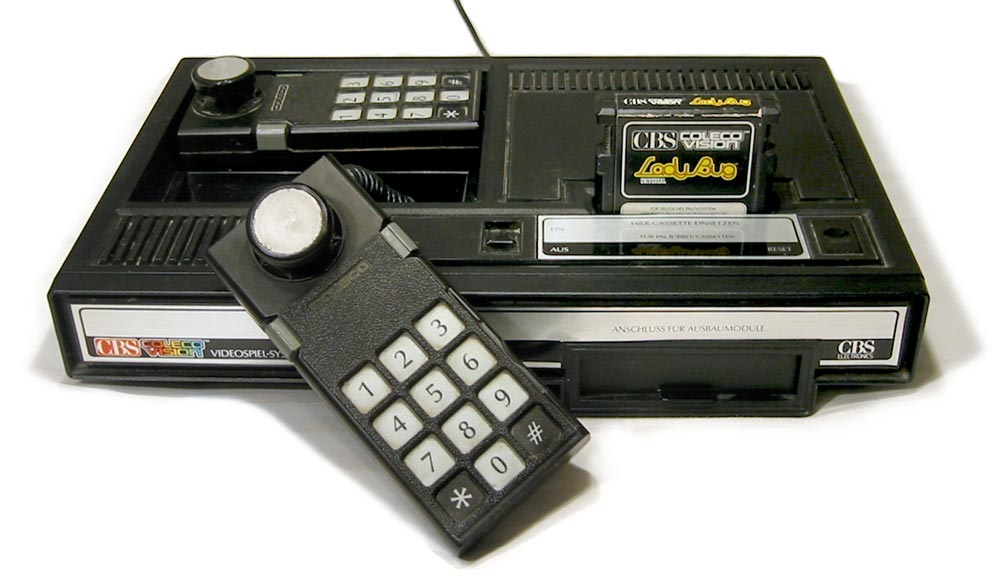
La consola ColecoVision

La ColecoVision és una consola de videojocs de segona generació llançada al mercat estatunidenc a l'agost de 1982 per l'empresa Coleco.
La ColecoVision oferia per al seu temps gràfics i jugabilitat de qualitat arcade, la capacitat de jugar amb cartutxos de la seua principal competidora l'Atari 2600, i mitjans per a ampliar el maquinari del sistema. La ColecoVision es llançà amb un catàleg inicial de 12 jocs amb altres 10 títols programats al llarg de 1982. En total, aproximadament 100 títols es van llançar com cartutxos per a la consola entre 1982 i 1984.